# Rue Platon
La rue Platon est une voie du 15e arrondissement de Paris, en France.

## Situation et accès
La rue Platon est une voie publique située dans le 15e arrondissement de Paris. Elle débute au 120, rue Falguière et se termine au 49, rue Bargue.

## Origine du nom

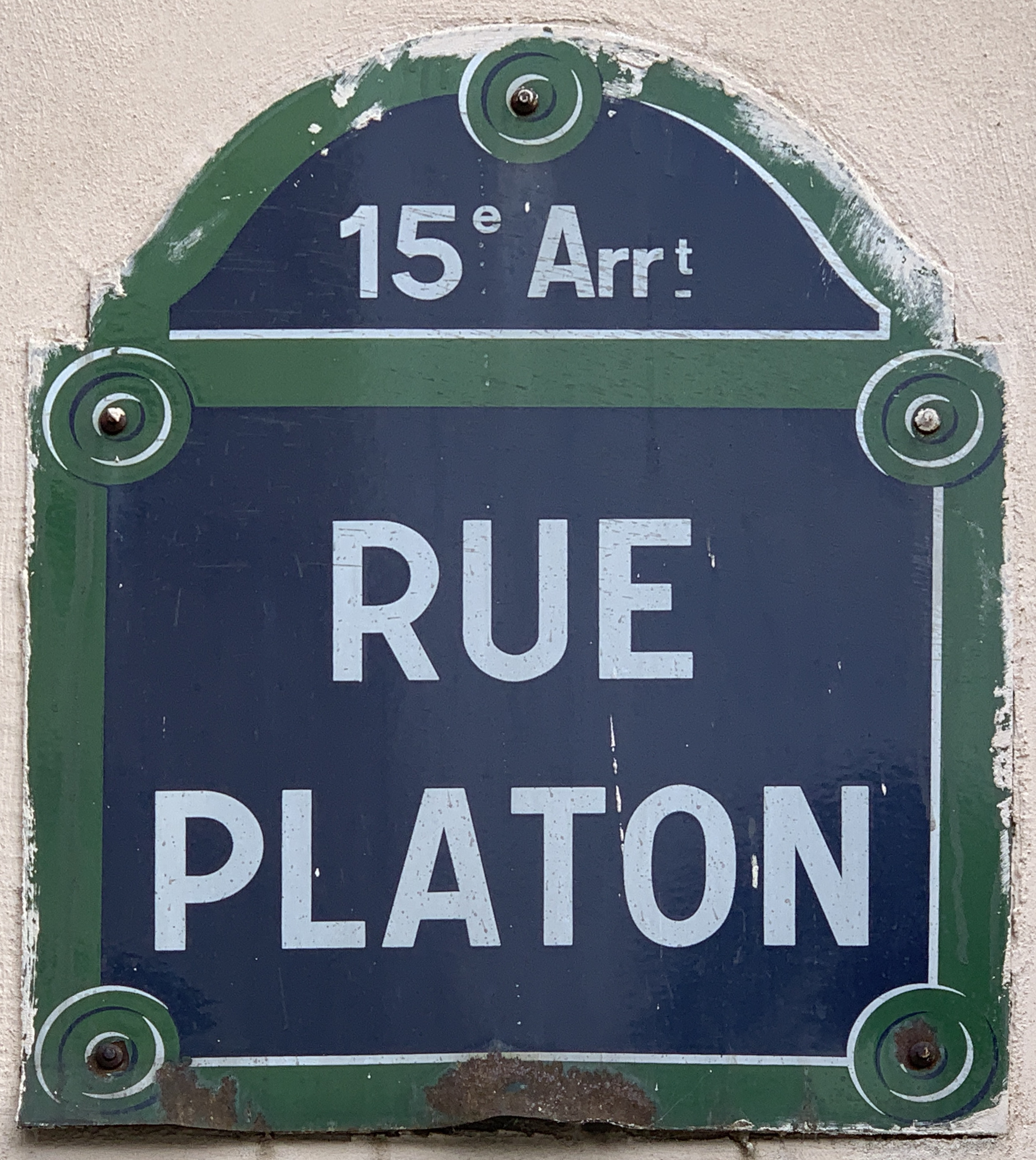
Plaque de la rue.

Elle porte le nom du philosophe grec Platon (427-348 av. J.-C.).

## Historique
Ouverte sous le nom de « rue Cervantès prolongée », cette rue étant dans le prolongement du marché Cervantès, elle prend sa dénomination actuelle en 1909.